# Aeroportul Ciudad Real Central
Aeroportul Ciudad Real Central (IATA: CQM, ICAO: LERL) este un aeroport din Ciudad Real, Provincia Ciudad Real, Castilia-La Mancha, Spania ce deservește zona Ciudad Real. A fost deschis în noiembrie 2008 și numit după zona deservită.
Situat la o altitudine de 636 m, aeroportul dispune de 1 pistă.

## Infrastructură

### Piste
Aeroportul dispune de o singură pistă. Pista 10/28 are suprafața de asfalt și dimensiunile 4.100 m × 60 m. 